# Cristóbal García Salmerón

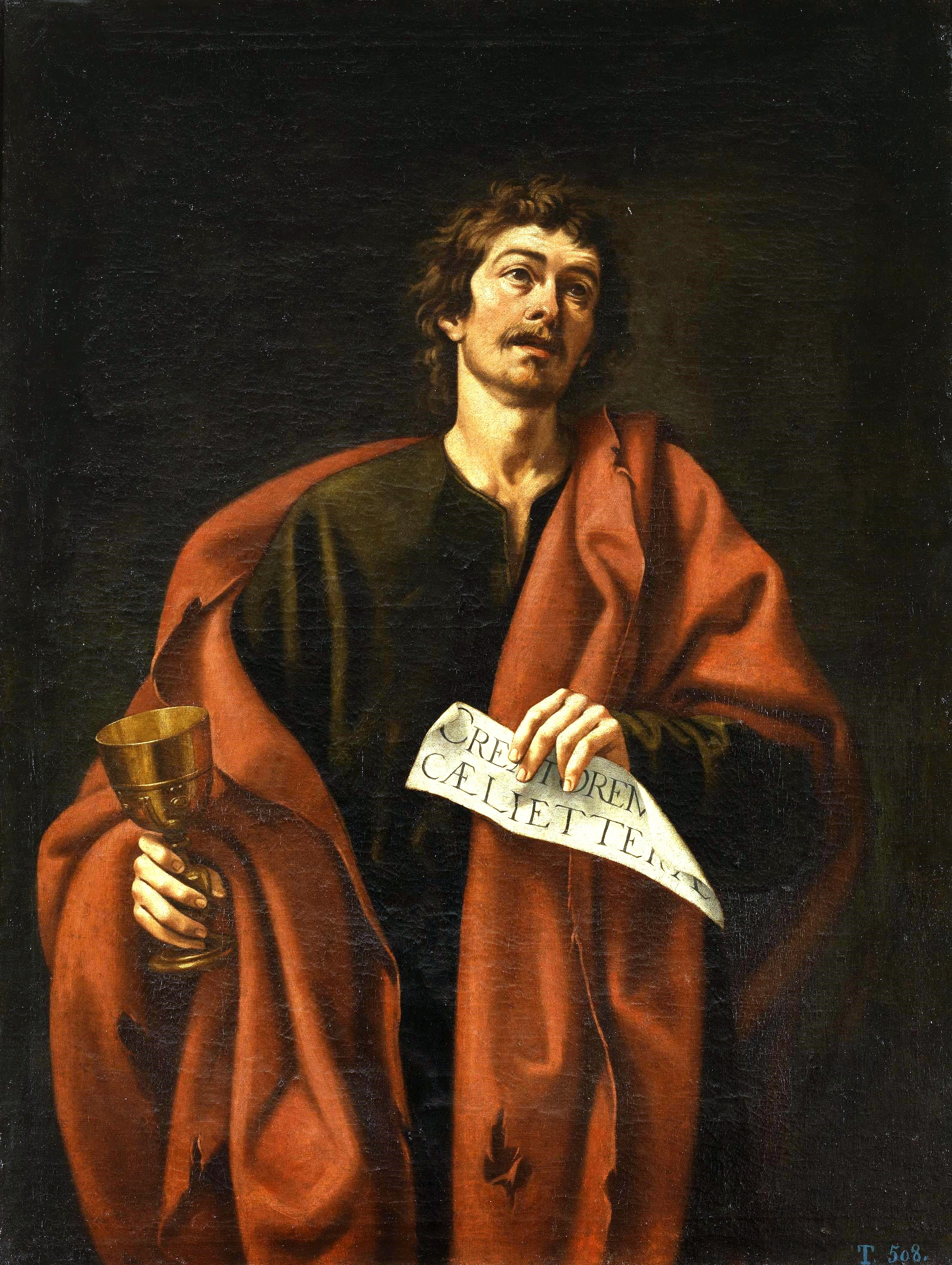
San Juan Evangelista, óleo sobre lienzo, 142 x 107 cm, Museo del Prado.

Cristóbal García Salmerón (c. 1603-c. 1666) fue un pintor barroco español, natural de Cuenca y, según la información proporcionada por Antonio Palomino, discípulo de Pedro de Orrente, cuyo estilo junto con el de otros maestros toledanos puede, en efecto, rastrearse en la obra del conquense.

## Biografía y obra
Son pocos los datos biográficos que se tienen de García Salmerón quien, según lo que de él cuenta Palomino, debió de nacer en Cuenca hacia 1603. Ningún documento permite confirmar el aprendizaje con Orrente y se ignora si este tuvo lugar en Cuenca o en Toledo, siendo más probable esta segunda opción al apreciarse en la obra de García Salmerón influencias tanto del maestro murciano como de Luis Tristán y Juan Bautista Maíno.
La primera obra firmada, el San Julián, obispo de Cuenca para la Catedral de Málaga (1637), muestra obvias influencias orrentescas junto a recuerdos de Vicente Carducho. En la Catedral de Cuenca se conserva, firmado, el retablo de San Juan Bautista, quizá la obra más directamente relacionada con el trabajo de Orrente, en especial en la escena del Nacimiento, con su aspecto casero y cotidiano, derivado del arte de los Bassano, compatible con la utilización de estampas nórdicas en algunos detalles de la composición. Consta que en 1642, al paso de Felipe IV por Cuenca camino de Cataluña, pintó la fiesta de toros celebrada con tal ocasión, cuadro que fue llevado al primitivo Alcázar de Madrid, donde lo vio Palomino, que lo describe en el pasadizo de la Encarnación diciendo que se veía «la misma ciudad, y el pintor, en acto de pintarlo».
En 1648 contrató la ejecución de una serie de apóstoles y profetas para el monumento de Semana Santa que se instalaba en la nave de los Reyes de la catedral de Cuenca. Para este importante ciclo, del que se conserva el Apostolado en la sala capitular de la catedral conquense y cuatro de los profetas en las ojivas de la nave, se valió en los fondos arquitectónicos de grabados de Hans Vredeman de Vries. Se le atribuye también otra serie de apóstoles de medio cuerpo portando cartelas con los versículos del Credo y Jesús como Buen Pastor, formando un Apostolado muy estimado en su época como demuestran las numerosas copias existentes, una de ellas ingresada en 1836 en el Museo del Prado ya a su nombre. 

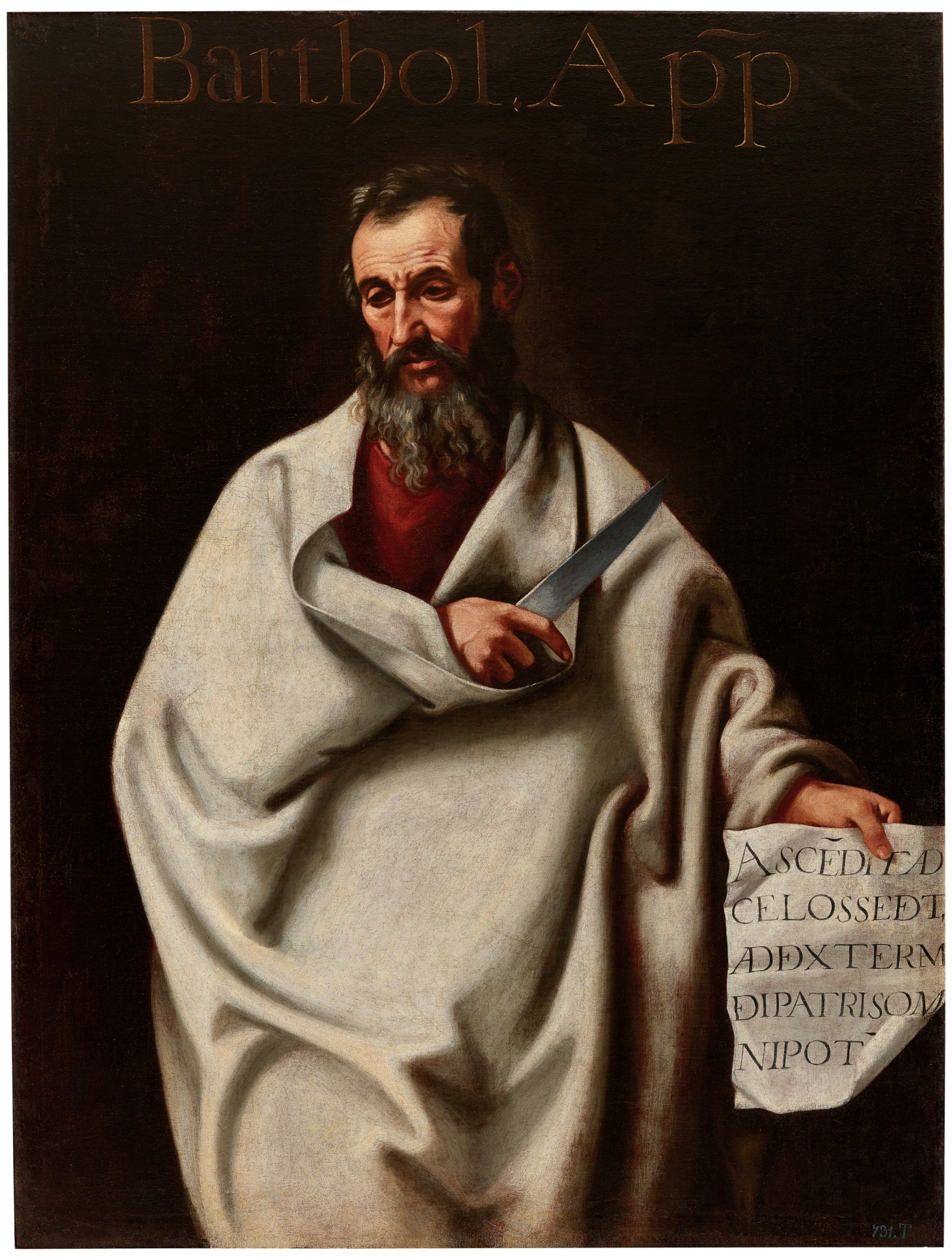
San Bartolomé, óleo sobre lienzo, 141 x 107 cmCiudad Real, Museo de Ciudad Real, en depósito del Museo del Prado.

En fecha desconocida pasó a Madrid, «pareciéndole, que en la cortedad de aquella tierra, no podía lograr el merecido premio», según dice Palomino. Algún cuadro pintado para conventos madrileños parece confirmar ese traslado. Un Buen Pastor, procedente del Carmen calzado de Madrid, y actualmente depositado por el Museo del Prado en la iglesia de San Jerónimo, es cuanto queda de la que habría sido la etapa final de su carrera, apegada aún a modelos orrentescos.